# CB-470
CB 470- Južnoafrička kasetna bomba sa fragmentacijom za borbu protiv žive sile. Unutar CB 470 im 40 podmunicijskih kasetnih bombica koje su teške svaka sa po 6,3 kg, gde svaka sadrži 1,4 kg eksploziva (mešavina TNT-a i heksogena). Nakon pada na zemlju, projektili se odbijaju od zemlje i uzdižu se na visinu od 1,6 metara i eksplodiraju na toj visini.
CB 470 kontejner može da sa otvori na visinama od 30 do 300 m, i  brzinom aviona od 700 do 1000 km/h. Kada se otvara kontejner na visini od 30 m, brzinom aviona od 1000 km/h, onda se kasetne bombice rasipaju po površini od 70 x 250 m. CB 470 nose avioni Impala Mk II, Cheetah C/D i Miraž F1AZ.

## Opis
CB-470 kasetna avio bomba je razvijena u južnoafričkoj republici u firmi Armscor, Pretoria. Interesantno je to da se mala bombica Alfa razvijala u Rodeziji 1970-ih. Kada je Rodezija postala Zimbabve, dizajneri su se preselili u Južnu Afriku i stvorili su kasetnu bombu CB-470 gde sada ona koristi postojeću Alfa bombicu i ona se izvozila u Irak 1980-ih godina, a možda i u druge države.
Telo kasetna avio-bombe CB-470 otvara se kao po šahovskom rasporedu, i podseća na francusku bombu Belugu te je najverovatnije kopija te bombe jer je i sam razvoj ove bombe vezan za istu. U kaseti je smešteno 40 radijalno raspoređenih bombica sfernog oblika, koje se izbacuju 0,8 sek posle odbacivanja bombe iz aviona. Kasetne bombice se izbacuju različitom brzinom od 2–12 m/s. Male sferične bombice imaju vremenski upaljač koji se inicira udarom u tlo i bombice detoniraju 3–5 m iznad zemlje.
Dejstvom fragmenata nanose se gubici živoj sili. Bombica je poznata pod nazivom ALPHA. Posle udara u tlo (nakon 0,65 sek) bombice detoniraju i fragmenti se rasturaju brzinom između 1.200-1.300 m/s. Detonacija varira od 3–5 m visine, zavisno od vrste tla. Dejstvom jednog kontejnera prekriva se površina širine 70 m i dužine 250 m (oko 17.500 m²). Više kontejnera mogu da prekriju veću oblast (npr. 8 CB-470 avio-bombi prekriva oblast od 54.000 m²). Odbacivanje CB-470 vrši se pri brzinama 1.000 km/h na visini od 30 m. Svaka bombica je napravljena od presovanog čelika prekrivena tankim gumenim slojem.
Taktičko tehnički podaci o kasetnoj bombi CB-470:
- Dužina bombe iznosi ------------------------------------------------------ 2.6 m
- Prečnik tela je --------------------------------------------------------------- 420 mm
- Težina kontejnera je ------------------------------------------------------- 450 kg (prazan 170 kg)
- Punjenje - 40 komada bombica ALPHA svaka težine ------------- 1.4 kg RDX/TNT

Napomena: Postojao je projekat kasetne avio bombe CB-472 koja služila za uništavanje poletno sletnih staza i lako oklopljenih vozila. O toj bombi skoro da nema nikakvih podataka pa možda se nije ni odmaklo dalje od projekta tako da nije ni otišla u proizvodnju.

## Spoljašnje veze
- (језик: енглески) Vojni sajt o naoružanju Saairforce - kratak opis kasetne CB-470
- (језик: енглески) Vojni sajt o naoružanju old.weaponsystems - Nekoliko kratkih opisa o kasetnoj CB-470